# Altstetten (Zúric)
Altstetten és un barri de Zúric situat al districte número 9 de la ciutat. Antigament era un municipi independent, però va ser incorporat a la ciutat de Zuric el 1934. El barri d'Altstetten té uns 28.000 habitants distribuïts en una àrea de 7,47 km².
L'estació de tren d'Altstetten és un punt d'interconnexió entre diverses línies de rodalia de la ciutat (Zürich S-Bahn) i el transport públic municipal.